# Nachal Chelmit
Nachal Chelmit (hebrejsky: נחל חלמית) je vádí v severním Izraeli, ve vysočině Ramat Menaše.
Začíná v nadmořské výšce přes 300 metrů nad mořem, v jižní části vysočiny Ramat Menaše, severně od města Umm al-Fachm a poblíž vesnice Musmus, která je od roku 1996 začleněna do města Ma'ale Iron. Odtud vádí směřuje k severozápadu odlesněnou, zvlněnou krajinou. Kromě dešťových srážek je živeno i zdejším vydatným pramenem Ejn Chelmit (עין חלמית). Východně od vesnice Gal'ed přijímá zprava vádí Nachal Saflul poblíž pramene Ejn Gezir (עין גזיר) a krátce na to samo ústí zleva do toku Nachal Taninim.